# Redessan
Redessan – miejscowość i gmina we Francji, w regionie Oksytania, w departamencie Gard.
Według danych na rok 1990 gminę zamieszkiwały 2233 osoby, a gęstość zaludnienia wynosiła 143 osoby/km² (wśród 1545 gmin Langwedocji-Roussillon Redessan plasuje się na 170. miejscu pod względem liczby ludności, natomiast pod względem powierzchni na miejscu 515.).